# Resistance - La battaglia di Sebastopoli
Resistance - La battaglia di Sebastopoli (in russo Битва за Севастополь?, Bitva za Sevastopol', "sdp") è un film del 2015 diretto da Sergej Mokritskij.
Pellicola di guerra biografica improntata sulla vicenda di Ljudmila Michajlovna Pavličenko, una ragazza sovietica che si arruolò nell'Armata Rossa per combattere l'invasione nazista dell'Unione Sovietica diventando uno dei cecchini più mortali della Seconda guerra mondiale. Il film, una produzione russo-ucraina, è stato rilasciato in entrambi i Paesi il 2 aprile 2015; la sua prima internazionale ha avuto luogo due settimane più tardi al Beijing International Film Festival.
Il film racconta gli eventi dell'assedio di Odessa e di Sebastopoli.
Il film ha partecipato anche al Festival di Cannes.

## Trama
Eleanor Roosevelt incontra Ljudmila Pavličenko durante il viaggio dell'ex first lady nell'Unione Sovietica nel 1957.
L: Sono un cecchino.

E: Una donna cecchino?

L: Nel nostro Paese le donne combattono in guerra insieme agli uomini.

E: E quanti uomini ha ucciso?

L: Nessun uomo, solo nazisti. Trecentonove.»
(Primo dialogo tra Eleanor Roosevelt e Ljudmila Pavličenko nella versione originale in russo)
Tramite dei flashback seguiamo la vita di Ljudmila Pavličenko, partendo dal 1942, quando va in visita negli Stati Uniti con Roosevelt, e altri flashback nella madrepatria. Dopo l'invasione nazista dell'Unione Sovietica, la studentessa universitaria Pavličenko diventa tiratrice scelta nella 25ª Divisione Fucilieri. Combatte nella Battaglia di Odessa e successivamente nella difesa di Sebastopoli. Dopo 309 uccisioni confermate, è inviata negli Stati Uniti per fare campagna a favore dell'intervento statunitense nella guerra. Eleanor Roosevelt la invita alla Casa Bianca, e le due diventano amiche.
Nel 1941, Ljudmila è una studentessa che è appena entrata all'università; per festeggiare l'evento, va al poligono di tiro con i suoi amici, insieme a una compagna di classe di nome Maša, sparando molto bene nonostante fosse alla sua prima esperienza con le armi da fuoco. I suoi colpi precisi non passano inosservati e viene contattata dall'esercito che le propone di partecipare a un corso per tiratori scelti, non appena la Germania nazista invade l'Unione Sovietica. Nonostante il medico Boris la corteggi e le proponga di rimanere con lui, lei decide di andare a combattere sul Fronte orientale.
Durante l'addestramento, Ljudmila si scopre un cecchino eccellente, e viene messa in coppia con un veterano di nome Makarov, del quale si innamora. Lui non la corrisponde, è un uomo che ha perso la moglie e la famiglia quando i nazisti cominciarono l'invasione. Ljudmila incontra Maša, che è ora un'infermiera e sta con un giovane pilota. Durante la battaglia per la difesa di Odessa viene ferita e Makarov la trascina al sicuro all'ospedale, dove Boris è volontario come medico da combattimento. Quando si sveglia, Ljudmila cerca Boris per firmare le carte per poter tornare al fronte, ma scopre che Makarov è stato ucciso e che i sovietici si stavano ritirando a Sebastopoli.
Viene messa in coppia con un altro superiore, Leonid, e comincia a mostrare i segni del trauma, quando anziché colpire mortalmente i soldati nemici li ferisce e li guarda soffrire. I loro rapporti sono freddi ma comincia a svilupparsi una relazione. Maša li invita al suo matrimonio, ma prima della cerimonia scopre che il suo compagno è stato ucciso, lasciandola sola. Questo porta Ljudmila a dire privatamente a Leonid che vorrebbe un figlio.
Mentre pattugliano un campo, Leonid incappa in una trappola che innesca un segnale luminoso. Immediatamente l'artiglieria nemica prende a bersagliarli e Leonid la protegge col suo corpo. Ljudmila si risveglia ancora nello stesso ospedale dove Boris le dirà che Leonid è stato ucciso. Nonostante il suo stato psicologico distrutto, le ordinano di uccidere un esperto cecchino nemico, per questioni di propaganda. Il duello dura tutto il giorno, e, stanca di aspettare, Ljudmila esce dalla sua copertura, esponendosi completamente. Viene colpita ma riesce a capire l'ubicazione del cecchino nemico e lo colpisce a morte.
Boris a questo punto riesce a trasportare Ljudmila in un sottomarino, traumatizzata, mentre la città viene evacuata. Quando i civili, nel panico, tentano di entrare a bordo delle imbarcazioni per la fuga, Ljudmila si rende conto che Boris non sta andando via con lei, dato che le ha dato il suo biglietto. La voce fuoricampo di Eleanor Roosevelt rivela che Boris, Maša, e un alto numero di civili e soldati sovietici sono stati uccisi nella difesa della città dai nazisti.
Eleanor Roosevelt visita Ljudmila dopo la guerra, quando è diventata madre.

## Produzione
Le riprese sono cominciate nel 2012, dopo che i primi materiali degli archivi su Pavličenko sono stati esaminati. Dopo l'arrivo di Sergej Mokritskij nel ruolo di regista, la trama è stata modificata per renderla più coerente con la vita della Pavličenko. Il film è uscito in entrambi i Paesi nello stesso giorno, nelle rispettive lingue.

## Distribuzione
In Italia, il film è stato distribuito dalla "Eagle Pictures" direttamente in Home video su DVD, nell'agosto 2017. Successivamente è stato inoltre reso disponibile sulle piattaforme di streaming on demand.

## Accoglienza

### Incassi
Il film ha incassato 435.468.256 di rubli (circa 6.048.597 di euro) al botteghino russo, per un budget di 124.000.000 di rubli (circa 1.722.343 di euro), risultando un successo commerciale.

## Riconoscimenti
L'attrice Julija Peresil'd, nel ruolo della Pavličenko, è stata premiata al Beijing International Film Festival come "Migliore Attrice".